# Distretto di Nalut
Il distretto di Nalut (arabo: شعبية نالوت) è uno dei 22 distretti della Libia. Si trova nel nord-ovest della Libia, nella regione storica della Tripolitania. Confina a nord e nord-ovest con la Tunisia (governatorati di Tataouine e di Médenine), ad ovest con l'Algeria (provincia di Illizi), a sud con il distretto di Wadi al-Shatii, ad est con il distretto di al-Jabal al-Gharbi e a nord-est con il distretto di al-Nuqat al-Khams.
Il capoluogo è Nalut. Il secondo centro abitato più significativo è quello di Gadames, fino al 2007 capoluogo dell'omonimo distretto. Del distretto di Nalut fa parte il villaggio di Uazzen, che si trova al confine con la Tunisia.